# さくらシンクロニシティ
『さくらシンクロニシティ』は、2015年2月27日にWHITESOFTより発売された18禁美少女アドベンチャーゲーム。

## ストーリー
主人公・はるかは、美しい桜に囲まれた『衣通姫（そとおりひめ）学園』に入学して新たな仲間との出会いや幼なじみとの再会で物語が始まる。

## 登場人物
神代 はるか
主人公。妹の りせ と二人だけで育った。
神代 りせ （かみしろ りせ）
声 - SHIZUKU
主人公にそっくりな妹で養父から教わった合気道が特技。
卯月 早咲 （うづき さき）
声 - 歩サラ
行動が読みにくい真面目で不器用な女の子。
九重 紫 （ここのえ ゆかり）
声 - 橘雪乃
ドジで天然、甘いものが大好きでテレビを見るのが大好きで甘えん坊な女の子。
御車 浅黄 （みくるま あさぎ）
声 - 吉野裕夏柚
学園に転入した主人公が最初に仲良くなった明るく活発な女の子で深海生物のマニアでもある。

## スタッフ
- 原画：或十せねか、こりす
- シナリオ：藤木隻
- 作詞：松島詩史
- 作曲：友永香鈴
- 歌：橋本みゆき